# Soubré
Soubré è una città  e sottoprefettura della Costa d'Avorio  appartenente al  dipartimento di Guéyo.